# Liste des arches naturelles du Finistère

Département du Finistère.

La liste des arches naturelles du département du Finistère recense sous la forme d'un tableau, les arches naturelles connues.
Une arche naturelle, ou un pont naturel, est un objet morphologique présentant un arc rocheux formé naturellement par l'érosion.
La liste des arches naturelles du Finistère est  actualisée fin 2017.
La plus connue des arches naturelles répertoriée dans le département du Finistère pourrait être l'arche de la pointe de Dinan à Camaret-sur-Mer (Crozon) (cf. ligne 1 du tableau ci-dessous).

## Finistère (France)
11 arches sont recensées au 31-12-2017.

## Liste des arches naturelles
Cette liste reprend les arches naturelles situées dans le Finistère (France).
| Sites                           | Communes        | Description                                                                                          | Classement                                                                                          | Coordonnées                 | Photo                  |
| ------------------------------- | --------------- | --- | --------------------------------------------------------------------------------------------------- | --------------------------- | ---------------------- |
| Arche de la Pointe de Dinan     | Crozon          | Arche creusée par l'érosion marine dans les falaises de la presqu'île de Crozon.                     | Intégré à la réserve naturelle régionale des sites d'intérêt géologique de la presqu'île de Crozon. | 48° 14′ 00″ N, 4° 34′ 00″ O | Pointe de Dinan        |
| Roche Percée                    | Clohars-Carnoët | Près du Pouldu.                                                                                      | | 47° 46′ 06″ N, 3° 33′ 46″ O | Roche-Percée           |
| Arche de Kerou                  | Clohars-Carnoët | Près du Pouldu.                                                                                      | |                             |                        |
| Arche de l'île Ségal            | Plouarzel       | Petite arche de granite (haute de 1 m) creusée par l'érosion marine dans les rochers de l'Île Ségal. | L'île Ségal est un site naturel classé depuis 1975.                                                 | 48° 26′ 12″ N, 4° 47′ 06″ O | Île Ségal              |
| Arche de la Pointe Saint-Hernot | Crozon          | Arche creusée par l'érosion marine dans les falaises de la presqu'île de Crozon.                     | Intégré à la réserve naturelle régionale des sites d'intérêt géologique de la presqu'île de Crozon. | 48° 12′ 05″ N, 4° 30′ 50″ O | Pointe de Saint-Hernot |
| Arche de Kerloch                | Crozon          | Près de Camaret-sur-Mer.                                                                             | |                             |                        |
| Arche du Grand Gouin            | Crozon          | Près de Camaret-sur-Mer.                                                                             | |                             |                        |
| Arche de Sainte-Barbe           | Crozon          | Près de Camaret-sur-Mer.                                                                             | |                             |                        |
| Grotte des Oiseaux              | Crozon          | Grotte près de Morgat.                                                                               | |                             |                        |
| Roche Percée                    | Fouesnant       | Près de la plage de Kerveltrec (Beg Meil).                                                           | |                             | La roche Percée        |
| Grotte de l’Éléphant            | Crozon          | Près Morgat.                                                                                         | |                             |                        |